# シンデレラマジックEAST
シンデレラマジックEAST（しんでれらまじっくいーすと）は、青森県八戸市を拠点とし、青森県を中心に活動するモデルアイドルユニット。2017年7月に「東北ヒーロー阿弖流為（アテルイ）」応援ガールズ及びご当地アイドルとして結成された。所属事務所はトゥインクル。現在活動休止中。

## 概要
株式会社トゥインクル代表の黒島弘康はインターネット、SNS、動画配信の普及にともない大手プロダクションに所属せずとも地元で活躍して全国区になれる時代になったと感じて、2006年に「市民参加型」モデルプロダクションを設立。現在は八戸市内で薬剤師をしながら芸能マネージメントを行う。
北海道札幌市出身の黒島は大学でロックバンドのギター・ボーカルとして音楽活動を行う。薬剤師の資格を取得して製薬会社に就職。山形県や岩手県でサラリーマンをしながら、休日アマチュアミュージシャンとして活動していた。八戸市に住居を移してからも歌うことへの夢を持ち続け、青森市内のモデル事務所に所属しながら歌手活動を続ける。そのなか八戸市で現在の事務所を立ち上げ。NHK『あまちゃん』のキャスティングをはじめ多くのCM、モデル活動、地元テレビ局・マスコミのレポーター活動の仕事が増えたなかで、地域発信の3人組モデルアイドルユニットとして『シンデレラマジックEAST』をデビューさせた。
グループ名の由来は「舞踏会を夢見る遠くの町のシンデレラ。目標とする舞踏会は東京ドームでライブ」。
2017年にユニバーサルミュージックからメジャーデビューしてCDデビュー発売した。
2020年現在、活動休止中。

### メンバーの特徴
青森県八戸市の市民参加型モデル事務所トゥインクルの看板ユニット。全員が八戸市生まれ、八戸市育ちのオトナアイドル。

### 活動
おもな活動は、青森県八戸市および青森市におけるイベントやライブへの出演、地元テレビ出演など。メンバー個人としては、地元企業や学校等のテレビCMやスチール、ショーモデルの活動も多い。

## 略歴
- 2017年11月15日　1stシングル「シンデレラマジック」「テディガールズラブ」発売[3]
- 2019年4月28日　3作目「Still I love you」発表
- 2019年6月17日　「2019年上半期（第12回）アイドルセレクト10」に初選出[4]
- 2019年7月19日　テレビ朝日主催『愛踊祭〜あいどるまつり〜国民的アニメソングカバーコンテスト』東北エリア代表決定戦において「審査員特別賞」「オーディエンス賞」のダブル受賞

## メンバー
| 名前     | よみがな     | 公式ニックネーム | 出身地       | 生年月日（現年齢）     | 血液型 | 加入年月      |
| -------- | ------------ | ---------------- | ------------ | ---------------------- | ------ | ------------- |
| 真理奈   | まりな       | まりりん         | 青森県八戸市 | 1994年1月18日（31歳）  | A型    | 2017年7月     |
| 赤石美友 | あかいしみゆ | みゆのん         | 青森県八戸市 | 1998年11月12日（26歳） | 不明   | 2019年4月14日 |
| 愛       | あい         | あいにゃん       | 青森県八戸市 | 1991年11月18日（33歳） | O型    | 2017年7月     |

旧メンバー
- 春霞（結成2017年7月～2018年5月） - 現在トゥインクルでモデル、タレント活動を行う
- 鈴（2017年12月～2018年12月24日）

## 作品

### 楽曲
- 2017年11月15日／「シンデレラマジック」　CDリリース
- 2017年11月15日／「テディガールズラブ」　CDリリース
- 2019年4月／「Still i love you」　配信
- 2019年8月／「デストロイマイハート」　配信

## ライブ
- みさわ七夕まつり（2018年7月26日、三沢市アメリカ広場）[5]
- 田子町BonFes（2018年8月16日、タプコピアンプラザ）
- みほの里山夏まつり（2018年8月26日、美保野小学校グラウンド）
- 青森中央学院大学「翔麗祭」（2018年9月22日、青森中央学院大学）
- JAおいらせゆめまつり・みさわ地産地消フェア（2018年9月23日、JAおいらせ三沢本店西側倉庫）
- 八戸ポータルミュージアムはっち「森のめぐみ展」（2018年10月22日、八戸ポータルミュージアムはっち）
- おいらせ鮭まつり（2018年11月、しもだサーモンパーク）
- シンデレラマジック単独1stライブinムーンリバー（2018年12月24日、ムーンリバー）
- シンデレラマジックバレンタインLive（2019年02月24日、デーリー東北メディアホール）[6]
- 八戸屋台村みろく横丁オープニングライブ（2019年4月20日、八戸屋台村みろく横丁）
- 八戸コーヒーフェスティバル（2019年4月21日、八戸まちなか広場マチニワ）
- シンデレラマジックEASTトーク&ライブ（2019年4月27日、八戸ラピア）
- シンデレラマジックEASTライブ（2019年4月29日、八戸ポータルミュージアムはっち・シアター2）
- 八戸公園春まつり（2019年5月6日、八戸公園）
- はっち投げ銭ライブ（2019年7月3日、八戸ポータルミュージアムはっち）当日は同じ事務所のPacchiとNoir（ノワール）と共演

## 出演

### テレビ番組
- 2014年～2015年　ABA青森朝日放送「マサックのスーパー実験室」新人見習い助手－愛
- 2017年12月　ATV青森テレビ（TBS系）「わっち！！」
- 2018年1月～　八戸テレビ放送「ペット大集合！わんにゃんぱーく！」－真理奈
- 2018年1月～　HTV八戸テレビ放送「HTVインフォメーション」
- 2018年4月～2019年3月　RAB青森放送（日本テレビ系）「知っ得サイエンス」－真理奈
- 2018年7月～　ATV青森テレビ（TBS系）「カーセレクションTV」－真理奈
- 2018年10月～　八戸テレビ放送「チャレンジアウトドア」－赤石美友
- 2019年5月25日、6月1日　ATV青森テレビ（TBS系）「ワンダフルナビゲーション」
- 2019年6月1日　ABA青森朝日放送（テレビ朝日系）「ハッピィ」

### イメージキャラクター
- グランドサンピア八戸ブライダル（2017年～）‐真理奈
- 青森県消防団（2018年～2019年）-真理奈

## カラオケ
- シンデレラマジック（JOYSOUND／UGA）[7]
- テディガールズラブ（JOYSOUND）

## 受賞歴
- 田子町ガーリックレディ（2015年度)－赤石美友
- ミス・クリーンライスあおもり(2017年-2018年)－赤石美友